# Canal des Étangs
Le canal des Étangs ou craste Cabiron ou craste de Louley est un cours d'eau reliant au bassin d'Arcachon le lac de Lacanau et le lac d'Hourtin et de Carcans. Il est entièrement situé dans le département de la Gironde, en région Nouvelle-Aquitaine.

## Histoire
Jusqu'au milieu du XIXe siècle la région est un vaste marais dont les eaux ne s'évacuent guère, bloquées par les dunes de sable du cordon littoral. Le paludisme est endémique, et les habitants subsistent grâce à quelques pêcheries. L'ingénieur général des Ponts et Chaussées François Chambrelent propose en 1858 le creusement d'un canal destiné à drainer la région en acheminant l'eau vers le bassin d'Arcachon.
Les travaux commencent près de l'étang de Langouarde, sur la commune du Porge en avril 1860. En aval, on exploite un ruisseau naturel qui débouche à Lège dans le bassin. L'étang de Lacanau sera relié en avril 1864. Les travaux reprennent en juin 1866 pour creuser la section entre le nord de celui-ci et l'étang d'Hourtin, via les marais de l'étang de Cousseau ; elle sera achevée en octobre 1871.
Le percement du canal a permis d'abaisser le niveau des eaux de deux mètres. L'exploitation forestière prend progressivement possession des anciens marécages. Les villageois s'adonnent à la navigation et à la pèche sur le canal.
Le canal a été élargi entre les lacs d'Hourtin-Carcans et de Lacanau à la fin des années 1970 pour faciliter l'écoulement des eaux en cas de crue. Près du lac d'Hourtin et de Carcans, le creusement d'un second canal à l'est du premier a été préféré à la modification, plus complexe et plus coûteuse, du canal existant et du pont l'enjambant. Ce second canal rejoint le premier juste en amont de l'écluse construite à la même époque.

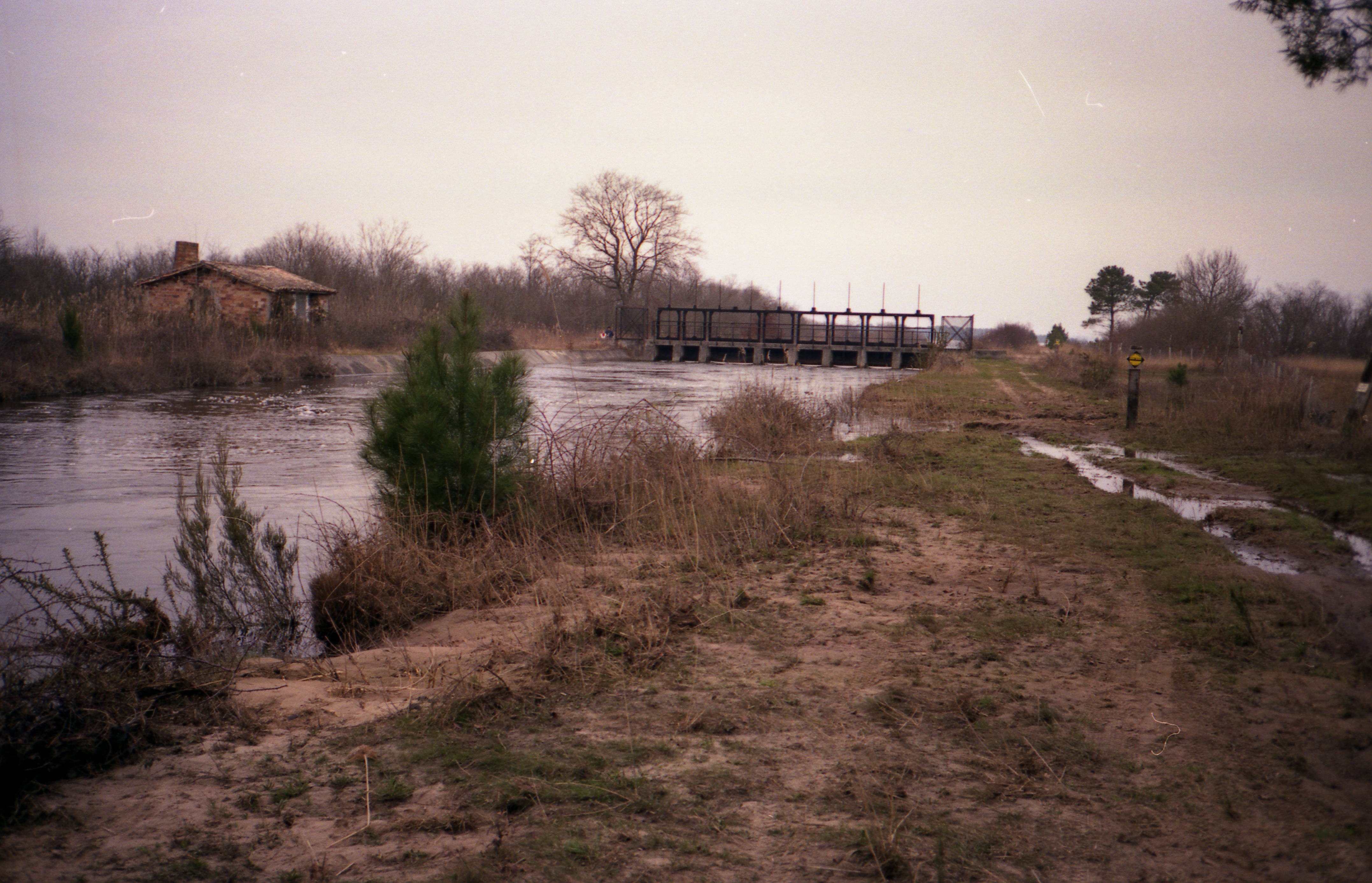
Le canal des étangs près de Lacanau en 1988.

## Géographie
De 58,5 km de longueur, le canal des Étangs prend sa source sur la commune d'Hourtin, à 21 m d'altitude, et s'appelle dans cette partie source la Craste de Louley.
Puis le canal des Étangs rejoint le lac d'Hourtin et de Carcans à 14 m d'altitude  qu'il traverse du nord vers le sud. Il traverse la réserve naturelle de l'Étang de Cousseau, laisse l'étang de Cousseau lui-même à l'ouest à 1 km de distance, puis rejoint le lac de Lacanau au lieu-dit le Moutchic, à 13 m d'altitude.
Il a son embouchure dans le bassin d'Arcachon, dans la réserve naturelle des près salés d'Arès-Lège-Cap-Ferret, à 2 km au nord-ouest du port ostréicole.

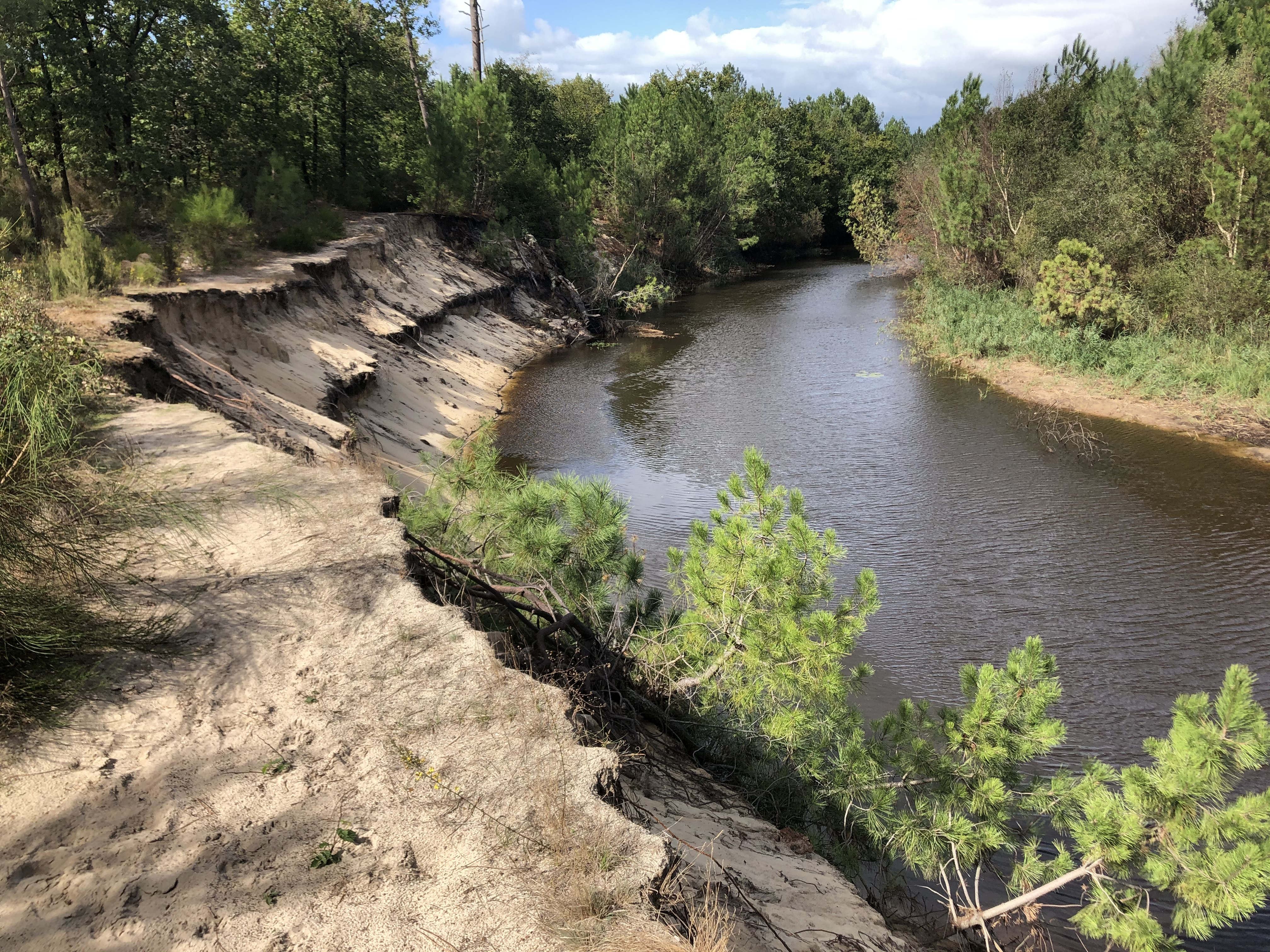
Canal des étangs au sud de l'étang de Langouarde.

### Communes et cantons traversés
Dans le seul département de la Gironde, le Canal des Étangs traverse les cinq communes suivantes, de l'amont vers l'aval, de Hourtin (source), Carcans, Lacanau, Le Porge, Lège-Cap-Ferret (embouchure).
Soit en termes de cantons, le Canal des Étangs prend source dans le canton de Saint-Laurent-Médoc, traverse le canton de Castelnau-de-Médoc, 
a son embouchure dans le canton d'Audenge, le tout dans les arrondissements de Lesparre-Médoc et d'Arcachon.

### Bassin versant
Le Canal des Étangs traverse deux zones hydrographiques 'Le Canal des Etangs de sa source au confluence de la Déhesse de Talaris' (S120), et 'Le Canal des Etangs de la Déhesse de Talaris au bassin d'Arcachon' (S121) pour une superficie totale de 980 km2. Ce bassin versant est constitué à 79,82 % de « forêts et milieux semi-naturels », à 7,71 % de « territoires agricoles », 
à 7,70 % de « surfaces en eau », à 2,58 % de « territoires artificialisés », à 2,25 % de « zones humides ».

### Organisme gestionnaire
SIAEBVELG (Syndicat Intercommunal d’Aménagement des Eaux du Bassin Versant des Étangs du Littoral Girondin)

## Affluents
Le Canal des Étangs a trente-sept tronçons affluents référencés dont :
- Craste Matouse (rg), 9,8 km confluence à Hourtin dans le lac d'Hourtin, avec deux affluents.
- Craste Saint-Pierre de Fesset
- Craste Bonnette, avec un affluent
- Berle de Couture, avec six affluents
- Craste de la Carlisse
- Craste Aygueyre
- Berle de la Garrouyere, avec trois affluents
- Craste du Clos des Ners, avec un affluent
- Craste de Pipeyrous, avec deux affluents
- Craste de la Queytive, avec sept affluents
- Craste de la Serre, avec un affluent
- Craste Nègre
- le Grand Lambrusse, avec douze affluents
- ?, avec deux affluents
- ?, avec deux affluents

- la Déhesse de Talaris (rg), 4,5 km sur la seule commune de Lacanau
- Craste de Binot
- Craste du Pont des Tables, avec six affluents
- ?, avec trois affluents
- Craste de l'Aiguillone
- Canal de la Berle, avec quinze affluents
- ?, ave un affluent
- Canal de Caupos, avec quatre affluents
- Craste Dreyt
- Grande Craste, 3,8 km avec un affluent
- Craste du Bourdiou
- Craste du Barrail
- Craste de l'Ombrey
- Craste de la berle
- Craste des grands Champs
- Craste du Placéou, avec un affluent
- Craste Neuve, avec trois affluents
- Craste Daubine, avec un affluent
- ?, avec un affluent